# Asperge d'Alsace
L’asperge d’Alsace est une asperge blanche, qui a été introduite dans la région de Hœrdt dans le Bas-Rhin en 1873, par le pasteur Louis Gustave Heyler.

## Historique

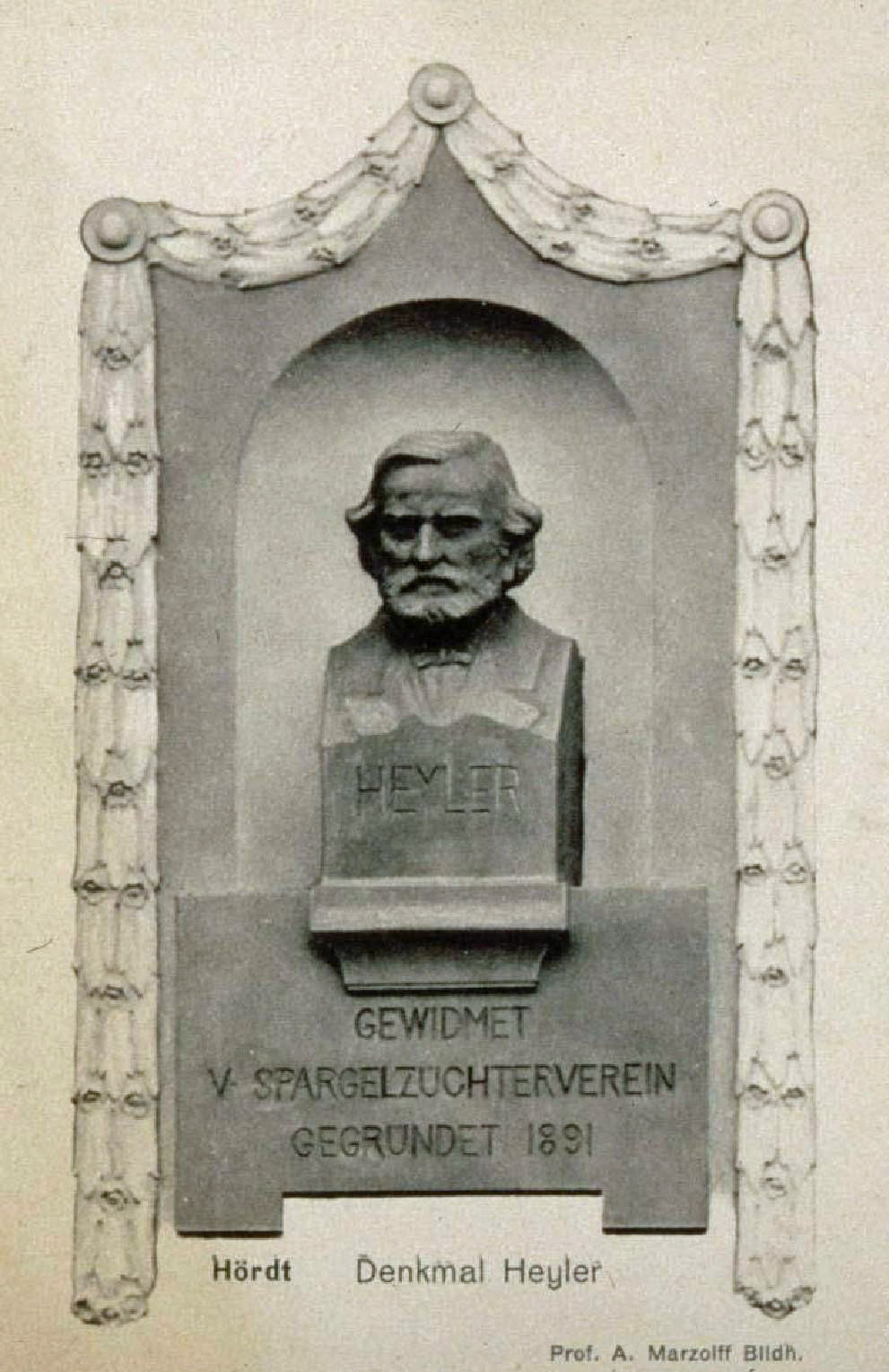
Buste de Louis Gustave Heyler par Alfred Marzolff à Hœrdt.

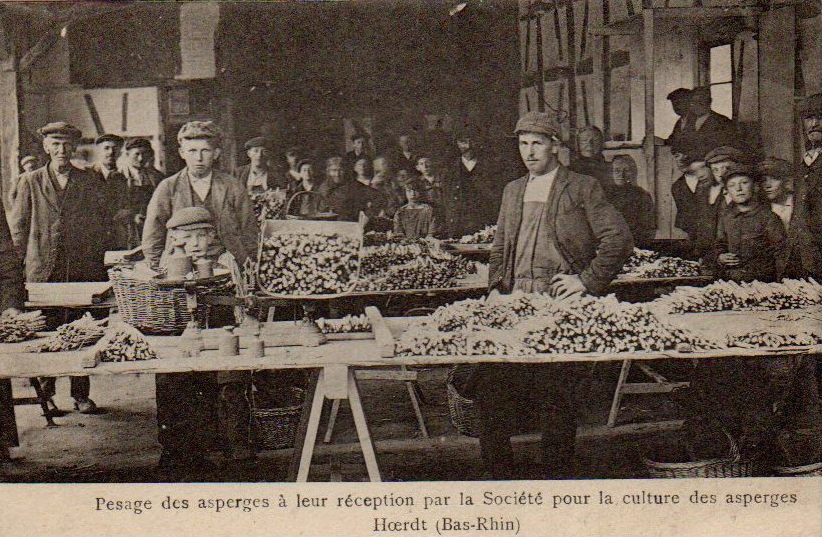
Pesage des asperges à Hœrdt vers 1930.

Le pasteur Louis Gustave Heyler exerce son ministère à Philippeville en Algérie, lorsqu’il y découvre la culture de l’asperge. Ayant trouvé quelque ressemblance entre le sol aride africain, qui convient parfaitement à l'asperge, et celui de Hœrdt, il décide en 1873 de revenir en Alsace pour y introduire ce légume. Il parvient à convaincre les agriculteurs de sa paroisse de se lancer dans cette production et fait de Hœrdt l’actuelle « capitale de l’asperge ».
En 1910, elle a été introduite à Lampertheim, ce qui fait de ce village la seconde « capitale de l'asperge »[réf. nécessaire].

## Culture
Hybride de la géante d’Erfurt et de celle d’Argenteuil, l’Asperge d’Alsace se caractérise par la blancheur de son turion et sa tige rectiligne. C’est un légume primeur de printemps qui bénéficie d’une récolte précoce, de la mi-avril à la mi-mai. Elle doit sa blancheur au fait d’être cultivée sous des buttes de terre sablonneuse bâchées et récoltée avant d’avoir vu le soleil
Suivant les conditions météorologiques, les 225 producteurs alsaciens récoltent environ 2 200 tonnes d’asperges au cours de la saison sur 480 hectares, avec une répartition 2/3 pour le Bas-Rhin et 1/3 pour le Haut-Rhin.
Dans le Haut-Rhin, les grandes zones de production sont situées à Illfurth, Rumersheim-le-Haut, Village-Neuf et Horbourg-Wihr.
Une Association pour la promotion de l’asperge d’Alsace  regroupe 37 professionnels qui commercialisent près de 1 000 tonnes.